# Деркульский заказник
Деркульский заказник — ихтиологический заказник, самая восточная естественно-заповедная территория Украины, охватывает нижний и средний участки течения реки Деркул.
Расположение, физические параметры
Заказник расположен в пределах Станично-Луганского района Луганской области. Имеет ленточный тип территории — вдоль русла Деркула. Охватывает реку и полосу суши с правого (украинского) берега. Особенностью заказника является его предельное положение — левый берег реки является территорией другого государства, и граница проходит по фарватеру Деркула. Поэтому заповедный режим может быть обеспечен только с одного берега.
Фауна
Рыбы — основной объект охраны в Деркульском заказнике в соответствии с целевым назначением этого объекта (ихтиологический заказник). Зарегистрированы такие редкие виды рыб, как минога украинская, селява Азовская, елец Данилевский, налим речной. Обычными видами участков с течением являются голавль, окунь речной, бычок песчаный и другие. Рыбами, характерными для заливов, являются карась серебристый, линь, уховертка танайська.
Также характерны такие группы животных:
- Млекопитающие. Из гидрофильных видов здесь обитают: выдра речная, крыса водяная, ондатра, ночница водяная. Из жителей прибрежных биотопов здесь полевка луговая, мышь желтогрудая, белозубка.
- Птицы. Из околоводных птиц здесь цапля серая, курочка водяная, трясогузка белая. В прибрежных биотопах синица большая, зяблик, соловей восточный.

Охрана
Заказник «Деркульский» объявлен решением исполкома Луганского областного совета народных депутатов № 92 от 24 марта 1992 года. Как объект ПЗФ местного значения, не имеет охранной службы. Несмотря на это, определенный уровень охраны обеспечивается пограничным режимом территории расположения заказника.